# Drievuldigheidszuil (Olomouc)
De Drievuldigheidszuil (Tsjechisch: Sloup Nejsvětější Trojice en Duits: Dreifaltigkeitssäule) is een erezuil in de Tsjechische stad Olomouc. Het barokke monument werd tussen 1716 en 1754 gebouwd op het Horní náměstí (Bovenplein) waar eerder de Herculesfontein had gestaan. Het hoofddoel van de bouw was het eren van God, katholieke kerk en het geloof. Een belangrijke aanleiding voor het begin van de bouw in 1716 was het einde van de pest die de regio getroffen had tussen 1714 en 1716. De zuil wordt ook gezien als een uiting van het lokale patriottisme, aangezien alle kunstenaars die gewerkt hebben aan het monument inwoners van Olomouc waren. Daarnaast zijn bijna alle afgebeelde heiligen op een bepaalde manier met de stad verbonden. In de zuil bevindt zich een kapel. Met een totale hoogte van 32 meter is de Drievuldigheidszuil de grootste beeldengroep in Tsjechië.
Sinds 1995 is de zuil samen met de Mariazuil en zes barokke fonteinen (Neptunusfontein, Herculesfontein, Jupiterfontein, Tritonenfontein, Caesarfontein en Mercuriusfontein) in het centrum van Olomouc een nationaal cultureel monument. In het jaar 2000 is de Drievuldigheidszuil van Olomouc toegevoegd aan de Werelderfgoedlijst van UNESCO. De officiële reden daarvoor is "dat het een van de meest exceptionele voorbeelden is van het summum van de Centraal-Europese barokke artistieke expressie".

## Trivia
- De Drievuldigheidszuil is samen met het Raadhuis van Olomouc afgebeeld op een Tsjechische postzegel uit 1993 en alleen op een postzegel uit 2002.[3]

Bedevaartskerk van St-Johannes van Nepomuk in Zelená Hora ·
Historish centrum van Český Krumlov ·
Tuinen en kasteel van Kroměříž ·
Historisch dorp Holašovice ·
Drievuldigheidszuil in Olomouc ·
Joodse wijk en Sint-Procopiusbasiliek in Třebíč ·
Kutná Hora: historisch stadscentrum met Sint-Barbarakerk en O.L.Vrouwekathedraal in Sedlec ·
Cultuurlandschap Lednice-Valtice ·
Kasteel van Litomyšl ·
Historisch centrum van Praag ·
Historisch centrum van Telč ·
Villa Tugendhat in Brno ·
Mijnstreek Erzgebirge/Krušnohoří ·
Landschap voor het fokken en het africhten van ceremoniële koetspaarden in Kladruby nad Labem ·
Historische kuuroorden van Europa (Františkovy Lázně, Karlovy Vary, Mariánské Lázně) ·
Oude en voorhistorische beukenbossen van de Karpaten en andere regio's van Europa